# Орелець (річка)
Орелець — річка в Україні, у Снятинському районі Івано-Франківської області, ліва притока Пруту (басейн Дунаю).

## Опис
Довжина річки 13 км, похил річки — 7,4 м/км, площа басейну 31,2 км².
```
Формується з багатьох безіменних струмків та водойм
[
2
]
. 
```

## Розташування
Бере початок у селі Вишнівка. Тече переважно на південний схід і на півдні Тулови впадає у річку Прут, ліву притоку Дунаю.
Населені пункти вздовж берегової смуги: Рожневі Поля, Вовчківці, Орелець.
У пригирловій частині річку перетинає автомобільна дорога Н10.